# Galathea ternatensis
Galathea ternatensis is een tienpotigensoort uit de familie van de Galatheidae. De wetenschappelijke naam van de soort is voor het eerst geldig gepubliceerd in 1902 door de Man.